# Taub, stumm und blind
Taub, stumm und blind, englischer Originaltitel Deaf, Dumb, and Blind, ist eine Kurzgeschichte des amerikanischen Autors H. P. Lovecraft in Kollaboration mit Clifford Martin Eddy Jr. (bekannt als C. M. Eddy Jr.), die zum ersten Mal im April 1925 in der Zeitschrift Weird Tales erschienen ist. Sie handelt von einem durch Kriegsverletzungen von der Umwelt abgeschlossenen Autor, der unter mysteriösen Umständen in seinem Haus stirbt und ein Dokument seiner letzten Eindrücke vor dem Tod hinterlässt.

## Inhalt
Deaf, Dumb, and Blind erzählt die Geschichte des invaliden Kriegsveteranen und Poeten Richard Blake, der gemeinsam mit seinem Diener Dobbs ein Haus am Sumpf nahe Fenton mietete, das von den Bewohnern der Stadt als verflucht angesehen wurde und in dem vor einiger Zeit ein zurückgezogen lebender Mann, Simeon Tanner, auf unerklärliche Weise ums Leben kam. Blake war blind, taub und stumm sowie teilweise gelähmt, somit von der Außenwelt weitgehend abgeschlossen und auf die Hilfe seines Dieners angewiesen. Er bezog das Haus, um sich von den Geschichten um dieses in seinem Schreiben inspirieren zu lassen.
Eines Tages flieht Dobbs aus ungeklärten Gründen panisch aus dem Haus zu seinen Nachbarn und lässt Blake dort zurück. Angeführt von dem Arzt Dr. Arlo Morehouse wollen mehrere Nachbarn nach Blake und dem Haus sehen. Bei ihrer Ankunft hören sie die Schreibmaschine des Autors und Morehouse betritt das Anwesen. Er findet Blake tot in seinem Arbeitszimmer, an seiner Schreibmaschine sitzend und mit in Panik aufgerissenen Augen. Er untersucht den Leichnam und stellt fest, dass er bereits deutlich vor der Ankunft der Nachbarn gestorben sein muss, behält dies jedoch für sich. Er nimmt die auf dem Boden verstreuten Blätter sowie das in der Schreibmaschine befindliche Blatt an sich und liest diese erst nach seiner Ankunft in seinem Haus. Später wird er zunehmend verschlossen, kauft das Haus Blakes und lässt es abreißen. Die Dokumente, die er verbrennen wollte, wurden behalten und zum Ende der Geschichte zitiert.
Dem Geschriebenen zufolge hatte Blake Erschütterungen im Haus gespürt und danach festgestellt, dass sein Diener verschwunden sein musste, da er weder auf Klopfen und klingeln reagierte. Er spürte und roch erst Verbranntes Fleisch und hatte das Gefühl, das Haus stehe in Flammen, danach nahm dieses ab und er konnte Geräusche und später ein Gewirr von Stimmen in seinem Kopf hören, die näher kamen und sich in verstehbare Worte auflösten:

„Ruchlose Enthüllungen seelenzermürbender Saturnalien … ghulische Vorstellungen von vernichtenden Ausschweifungen … profane Bestechungen kabirianischer Orgien … böswillige Drohungen unvorstellbarer Strafen …“

Zugleich wurde es um ihn durch einen stinkenden Wind aus der Richtung des Sumpfes kommend zunehmend kälter und er spürte die Anwesenheit einer Wesenheit, die er als „Gesandten Belials“ beschrieb. Er danke Gott für seine Blindheit, bevor er von unsichtbaren Fingern berührt wird, die an ihm ziehen, jedoch nicht stark genug sind, ihn von der Schreibmaschine wegzuzerren, und er wird von „einem seit langem toten Wesen“ geküsst, dessen „stürmischer Atem“ seine „heiße Kehle“ „mit einer gefrorenen Flamme“ „versengt“. Zuletzt sieht er Dunkelheit, „die pechschwarze Dunkelheit des Fegefeuers“ und schließt: „Es ist das Ende“.
Nach diesem Punkt sind weitere Zeilen auf dem Papier, die einen Stilbruch zum vorher geschriebenen darstellen und mit deutlich mehr Kraft in das Dokument gehämmert wurden und mit denen die Geschichte endet:

„Dem sterblichen Geist ist es nicht gegeben, einer Macht zu widerstehen, die menschliche Vorstellungskraft übersteigt. Dem unsterblichen Geist ist es nicht gegeben, das zu erobern, was die Tiefen ausgelotet und aus der Unsterblichkeit einen flüchtigen Augenblick gemacht hat. Das Ende? Nein, wahrhaftig nicht! Es ist bloß ein seliger Anfang …“

## Entstehung und Veröffentlichungen
Deaf, Dumb, and Blind wurde in Kollaboration der amerikanischen Autoren H. P. Lovecraft und C. M. Eddy Jr. wahrscheinlich 1924 geschrieben und erschien im April 1925 in der Zeitschrift Weird Tales.
C. M. Eddy Jr. schrieb in einem Brief an August Derleth, dass H. P. Lovecraft unglücklich mit dem Umgang mit dem letzten Dokument in der Schreibmaschine war:

„[HPL] was unhappy with my handling of the note found in the typewriter at the very end of the protagonist's account of his eerie experiences, the final paragraph that seemed to have been typed by one of his persecutors. After several conferences over it, and an equal number of attempts on my part to do it justice, he finally agreed to rewrite the last paragraph.“

„[HPL] war unzufrieden mit meinem Umgang mit der Notiz, die in der Schreibmaschine am Ende des Berichts des Protagonisten über seine unheimlichen Erfahrungen gefunden wurde, dem letzten Absatz, der von einem seiner Verfolger geschrieben zu sein schien. Nach mehreren Beratungen darüber und einer gleichen Anzahl von Versuchen meinerseits, ihm gerecht zu werden, stimmte er schließlich zu, den letzten Absatz neu zu schreiben.“

S. T. Joshi und David E. Schultz gehen in der An H.P. Lovecraft Encyclopedia davon aus, dass Lovecraft den gesamten Text überarbeitete, den Eddy als Entwurf geschrieben hatte und bei dem Lovecraft vor allem das Ende neu geschrieben hat. Sie ziehen zudem Parallelen zu der Erzählung Die Aussage des Randolph Carter, bei der die böse Wesenheit ihre Anwesenheit ebenfalls sprachlich übermittelt. Zudem sehen sie im Verhalten von Simeon Tanner eine Parallele zu Old Man Whatelay in Das Grauen von Dunwich: In beiden Fällen versuchen diese, das Grauen durch Wände aufzuhalten und damit aus dem Haus auszusperren.
Nach der Veröffentlichungen in Weird Tales erschien die Geschichte in mehreren Sammelbänden, darunter zuerst in der von August Derleth für dessen Verlag Arkham House 1966 zusammengestellten Sammlung The Dark Brotherhood and Other Pieces (1966) von Lovecraft-Erzählungen, die in Kollaboration mit anderen Autoren erschienen, sowie 1970 in The Horror in the Museum and Other Revisions in einer leicht überarbeiteten Form. Letztere stellt u. a. die Basis für die deutsche Übersetzung Franz Rottensteiners dar, die zuerst 1989 als Sammlung unter dem Titel Azathot beim Suhrkamp Verlag sowie in weiteren Sammlungen erschien und von Kalju Kirde herausgegeben wurde.

## Belege
1. 1 2  C. M. Eddy Jr., H. P. Lovecraft: Taub, stumm und blind. In: H.P. Lovecraft: Azatoth suhrkamp taschenbuch 2759, Suhrkamp Verlag, Frankfurt am Main 1997; S. 53–66. ISBN 3-518-39259-X.
2. 1 2 3 4  „Deaf, Dumb, and Blind.“ In: S. T. Joshi, David E. Schultz: An H.P. Lovecraft Encyclopedia. Greenwood Publishing Group, 2001; S. 61–62.
3. ↑  C. M. Eddy Jr., H. P. Lovecraft: Taub, stumm und blind. In: H.P. Lovecraft: Azatoth suhrkamp taschenbuch 1627, Suhrkamp Verlag, Frankfurt am Main 1989. ISBN 3-518-39259-X.